# Platypalpus stigma
Platypalpus stigma is een vliegensoort uit de familie van de Hybotidae. De wetenschappelijke naam van de soort is voor het eerst geldig gepubliceerd in 1926 door Collin.